# Xã Galla Rock, Quận Yell, Arkansas
Xã Galla Rock (tiếng Anh: Galla Rock Township) là một xã thuộc quận Yell, tiểu bang Arkansas, Hoa Kỳ. Năm 2010, dân số của xã này là 321 người.